# Leopold Kielholz
Leopold Kielholz foi um futebolista suíço. Ele competiu na Copa do Mundo FIFA de 1934, sediada na Itália, na qual a seleção de seu país terminou na sétima colocação dentre os 16 participantes. Participou ainda da edição seguinte, a Copa de 1938 na França, onde a Suíça terminou em sexto lugar de 15 seleções.